# Меррик, Эрни
Эрнест «Эрни» Меррик (англ. Ernest "Ernie" Merrick; род. 15 января 1953, Эдинбург, Шотландия) — шотландский и австралийский футбольный тренер.
Был главным тренером сборной Гонконга, а также клубов «Веллингтон Феникс» и «Мельбурн Виктори». Является самым успешным тренером Эй-лиги.

## Биография
Эрнест Меррик родился в Эдинбурге, Шотландия, в цирковой семье. Футболом стал заниматься в клубе «Шетлстон». После окончания учёбы в колледже, в возрасте 22 лет, отправился в гости к друзьям в Австралию, где познакомился с тренером футбольной команды который пристроил его футболистом в клуб «Фрэнкстон Сити», выступавший в первой лиге штата Виктория, в 1979 году по приглашению тренера Дэнни Макминими стал играющим тренером в клубе «Давтон». Позднее тренировал клубы «Престон Лайонс» и «Саншайн Джордж Кросс». В 1992 году стал тренером в Институте спорта Виктории, в котором проработал 12 лет.
В 20 декабря 2004 года назначен главным тренером клуба «Мельбурн Виктори» для выступления в первом сезоне Эй-лиге. В сезоне 2005/06, несмотря на таких опытных игроков соккеруз, как Арчи Томпсона и Кевина Муската, а также европейских футболистов с опытом выступления за свои сборные (Рихард Кицбихлер и Джеффри Клайс), команда провела провальный сезон, финишировав на седьмом месте из восьми команд. Команда начала сезон хорошо и до 8-го тура шла на первом месте, даже обыграла будущего чемпиона «Сидней», но после восьмого тура сумела одержать только 3 победы в 13-ти матчах.
Во втором сезоне «Виктори» выиграла регулярный чемпионат 2006/07, оторвавшись от ближайшего преследователя, «Аделаиды Юнайтед», на 12 очков. По итогам плей-офф «Мельбурн Виктори» встретилась с «Аделаидой Юнайтед» в Гранд-финале 18 февраля, в котором одержала победу со счётом 6:0, а Арчи Томпсон забил пять мячей.
В сезоне 2007/08 «Мельбурн Виктори», как и в первом своём сезоне, выступила неудачно, закончила регулярный чемпионат за пределами четвертки лучших команд и не смогла пробиться в финальную серию.
В Лиге чемпионов АФК 2008 команда заняла второе место в группе, пропустив вперёд будущего победителя лиги «Гамба Осака».
В сезоне 2008/09 «Мельбурн Виктори» выиграла Предсезонный Кубок, регулярный чемпионат и Гранд-финал. В Гранд-финале «Виктори» вновь одержала победу над «Аделаида Юнайтед» со счётом 1:0, выиграв второй чемпионат под руководством Эрни Меррика.
В сезоне 2009/10 «Мельбурн Виктори», несмотря на тяжелые травмы ключевых игроков, Билли Селески, Мэттью Кемп и Арчи Томпсона, снова достигла Гранд-финала, где уступила клубу «Сидней» в серии пенальти. Кевин Мускат и Марвин Ангуло не смогли реализовать пенальти.
12 марта 2011 года Эрни Меррик был уволен со своего поста. Правление «Виктории» было недовольно плохими выступлениями в сезоне и поражением 5:1 от «Гамба Осака» в стартовом матче Лиги чемпионов Азии. Меррик был последним тренером назначенным в первый сезон Эй-лиги.
16 декабря 2011 года Эрни был назначен главным тренером сборной Гонконга, но после 4 матчей, 26 октября 2012 года покинул пост.
20 мая 2013 года «Веллингтон Феникс» объявил о подписании двухлетнего контракта с опцией продления на год с Эрни Мерриком. В сезоне 2014/15 команда пробилась в плей-офф впервые с 2012 года, но в первом раунде уступила «Мельбурн Сити» и завершила своё выступление в сезоне. В 2014 году был награждён губернатором штата Виктория Алексом Черновым Орденом Австралии. 5 декабря 2016 года после поражения от клуба «Аделаида Юнайтед» подал в отставку с поста главного тренера.
В мае 2017 года был назначен главным тренером «Ньюкасл Джетс» вместо Марка Джонса. Вывел клуб в Гранд-финал сезона 2017/18, где «Джетс» скандально проиграл «Виктори» со счётом 0:1, так как гол Косты Барбарусеса из положения вне игры был засчитан из-за неисправности технологии VAR. 6 января 2020 года Меррик был уволен из «Ньюкасл Джетс» после разгромного поражения от «Мельбурн Виктори» со счётом 0:4. К этому моменту «Джетс» в 11-ти матчах с начала сезона 2019/20 смог выиграть только дважды.

## Достижения

### Клубные
- Победитель Эй-лиги: 2 (2006/07, 2008/09)

### Индивидуальные
- Лучший тренер года Эй-лиги: 1 (2007, 2010)